# Limnichoderus insularis
Limnichoderus insularis är en skalbaggsart som beskrevs av Wooldridge 1981. Limnichoderus insularis ingår i släktet Limnichoderus och familjen lerstrandbaggar. Inga underarter finns listade i Catalogue of Life.